# Type 95 Ha-Go
O Type 95 Ha-Go que também foi conhecido como Type 97 Ke-Go foi um tanque leve de uso das forças armadas japonesas durante a Segunda guerra sino-japonesa de 1937 até 1945, também foi usado na Segunda Guerra Mundial contra os exércitos aliados do Pacífico. É caracterizado como um tanque leve, mas tinha velocidade inferior a outros projetos de outros países que se comparavam a ele, como o Panzer I e Panzer II alemão e o BT-7 soviético. Sofreu muitas perdas diante do equipamento aliado, sendo uma arma que provou ser uma ótima destruidora desse tanque foi o canhão anti-tanque Krupp de 37 mm modelo 1936, comprado da Alemanha pela China. Começou a ser construído pela Mitsubishi Heavy Industries no início de 1935.